# Urofa

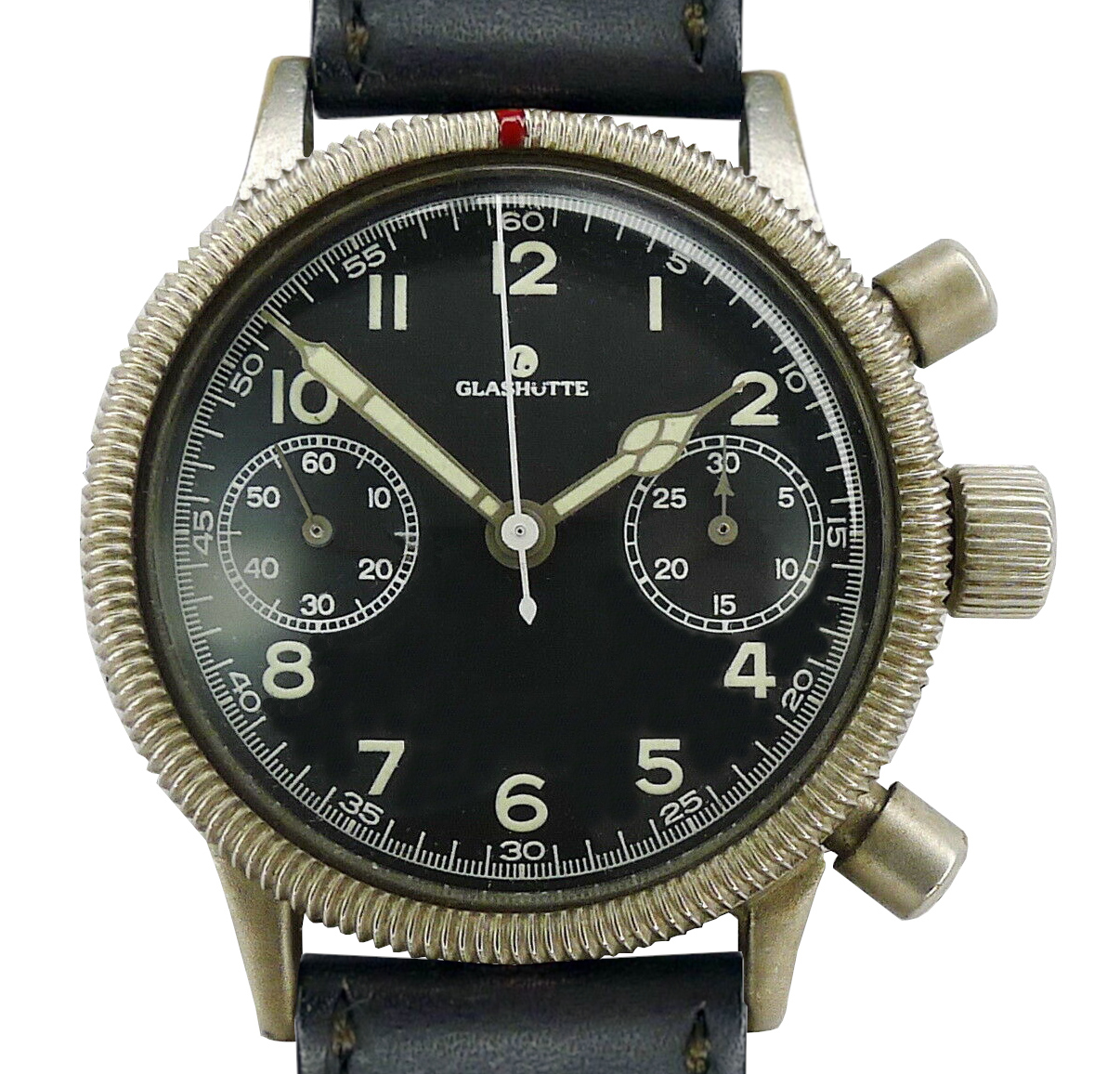
Tutima-Fliegerchronograph, der während des Zweiten Weltkriegs für die deutsche Luftwaffe produziert wurde

Uhren-Rohwerkefabrik AG (UROFA) war ein Hersteller von Uhrwerken in der sächsischen Stadt Glashütte.

## Gründung
Am 7. Dezember 1926 gründete die Girozentrale Sachsen die Firma UROFA Aktiengesellschaft in Glashütte. Vorgängerfirmen waren die 1904 aus der Uhrenfabrik von Ernst Kasiske hervorgegangene Glashütter Präzisions-Uhrenfabrik A.G., sowie die nach deren kriegsbedingter Schließung gegründete genossenschaftliche Nachfolgefirma Deutsche Präzisionsuhrenfabrik eGmbH. Diese war 1925 in Konkurs gegangen. Die Girozentrale Sachsen war der Hauptgläubiger der Präzisionsuhrenfabrik und hatte mit Ernst Kurtz einen fähigen Mann, der aus der Konkursmasse eine moderne Rohwerkefabrik für Armbanduhrwerke machte. Parallel zur UROFA gründete man die UFAG AG Glashütte (Uhrenfabrik AG), die unter Verwendung der UROFA-Rohwerke fertige Armbanduhren bauen sollte.
Beide Firmen wurden in Personalunion geleitet, waren dennoch rechtlich selbständige Aktiengesellschaften. Weiter kaufte man den Maschinenpark der in Biel ansässigen, 1925 in Konkurs gegangenen Schweizer Uhrenfabrik „Emile Judith“ und stellte deren ehemaligen Chef gleich als Produktionsleiter ein. Die Mitarbeiteranzahl stieg in den 1930er Jahren auf 1000 Beschäftigte.

## Produktion und Absatz
So baute man bei der UROFA auch zunächst die Judith-Taschenuhrwerke weiter und stellte im Lauf der Zeit auch zahlreiche Rohwerke aus dem übernommenen Bestand der Präzisionsuhrenfabrik fertig. Man nutzte die Konstruktionen der Firma Judith zum Aufbau einer Rohwerkeproduktion von Armbanduhrwerken, die in Damen- und Herrenuhren verwendbar waren. Die Werke wurden technisch ständig verbessert mit dem Ziel, immer weniger Komponenten in der Schweiz hinzukaufen zu müssen und schließlich die vollständige Eigenproduktion in Deutschland zu erreichen.
In den 1930er Jahren brachte die UROFA neue Uhrwerke auf den Markt. Sie orientierten sich an Schweizer Uhrwerkskonstruktionen. So gilt das UROFA-Damenuhrwerk Kal.54/541/542 als Nachbau des Schweizer Revue Kaliber 61 und das UROFA-Formwerk Kaliber 58 (UROFA-Werbebezeichnung „Raumnutzwerk“) gilt als Nachbau des Revue Kaliber 54.
Nur etwa zehn Prozent der UROFA-Rohwerke wurden in Glashütte bei der UFAG zu fertigen Armbanduhren komplettiert. Den Großteil der UROFA-Rohwerke orderten in der Region um Pforzheim ansässige Uhrenhersteller für ihre Armbanduhren.

## Fliegeruhren für die Luftwaffe
1938 wurde die UROFA im Rahmen der Kriegsvorbereitungen als „Betrieb zur Wehrfertigung“ eingestuft und erhielt den Auftrag zur Entwicklung und Fertigung eines Armbanduhr-Fliegerchronographenwerks. Dieses erhielt die Kalibernummer 59 und wurde ab 1941 von der UFAG in den Tutima-Fliegerchronographen eingebaut und an die Luftwaffe geliefert. Die zivile Fertigung kam im Laufe des Krieges zum Erliegen.
Einen Tag vor dem Kriegsende wurde Glashütte von sowjetischen Fliegern bombardiert, die Fertigungsanlagen wurden schwer beschädigt. Kurtz floh in die amerikanische Besatzungszone nach Franken und baute mit bereits dorthin verbrachten Anlagen und Teilen die Uhrenfabrik Dr. Kurtz auf, die er später nach Ganderkesee bei Bremen verlagerte. Die in Glashütte übriggebliebenen Anlagen, Maschinen, Fertig- und Halbfertigprodukte fielen als Kriegsbeute an die Sowjetunion und wurden zur Ersten Moskauer Uhrenfabrik verbracht.

## Nachkriegszeit
1945 erlaubte die sowjetische Besatzungsmacht die Wiederaufnahme der Uhrwerkeproduktion. Die schon vor 1945 bestehende gemeinsame Leitung von UROFA und UFAG wurde durch Gründung einer GbR beider Firmen mit der Bezeichnung „Produktionsgemeinschaft Precis“ erstmals institutionalisiert. Eine weitere Bedeutung erlangte die Precis nicht.
Sehr schnell gelang es 1945/46, das einfach, nach Glashütter Konstruktionsprinzipien als ¾-Platinenwerk gebaute, UROFA Kal.61 zu entwickeln und zu produzieren. Später kam das Kal.62, ein überarbeitetes „Raumnutzwerk“ hinzu. 1951 wurde die UROFA von der DDR entschädigungslos verstaatlicht und in VEB UROFA umbenannt. Ende 1951 ging der VEB UROFA zusammen mit den anderen wesentlichen Glashütter Uhrenherstellern und Komponentenherstellern im neugegründeten VEB Glashütter Uhrenbetriebe auf.